# Coppa Italia 1964/65
Die Coppa Italia 1964/65, den Fußball-Pokalwettbewerb für Vereinsmannschaften in Italien der Saison 1964/65, gewann Juventus Turin. Juve setzte sich im Endspiel gegen Inter Mailand durch und konnte die Coppa Italia zum fünften Mal gewinnen. Mit 1:0 gewann die Mannschaft von Trainer Heriberto Herrera und wurde Nachfolger des AS Rom, der sich im Vorjahr gegen den AC Turin durchgesetzt hatte, diesmal aber bereits im Halbfinale ausschied.
Als italienischer Pokalsieger 1964/65 qualifizierte sich Juventus Turin für den Europapokal der Pokalsieger des folgenden Jahres, wo schon in der ersten Runde gegen den englischen Vertreter FC Liverpool das Aus kam.

## 1. Runde
|                   | Ergebnis  |                   |
| ----------------- | --------- | ----------------- |
| US Alessandria    | 1:2       | Juventus Turin    |
| AS Bari           | 1:4 n. V. | Foggia Incedit    |
| AC Brescia        | 2:0       | AC Mantova        |
| Hellas Verona     | 0:2       | AC Venedig        |
| AC Lecco          | 2:0       | AC Padova         |
| US Livorno        | 3:4       | US Cagliari       |
| FC Modena         | 2:1       | Lanerossi Vicenza |
| AC Parma          | 1:3       | Sampdoria Genua   |
| Potenza SC        | 0:4       | CC Catania        |
| Pro Patria Calcio | 1:0       | FC Varese         |
| AC Reggiana       | 0:2 n. V. | CFC Genua         |
| Simmenthal Monza  | 2:1 n. V. | AC Mailand        |
| SPAL Ferrara      | 3:0       | AC Florenz        |
| SSC Neapel        | 2:1 n. V. | FC Messina        |
| US Palermo        | 4:3 n. V. | US Catanzaro      |
| AS Trani          | 0:3       | Lazio Rom         |
| US Triestina      | 1:3       | Atalanta Bergamo  |

### Playoff
|            | Ergebnis      |           |
| ---------- | ------------- | --------- |
| SSC Neapel | (M) 0:0 n. V. | Lazio Rom |

- Das Los musste über das Weiterkommen entscheiden. Dabei fiel dieses auf die mit Sternchen gekennzeichneten Vereine.

## 2. Runde
|                   | Ergebnis              |                  |
| ----------------- | --------------------- | ---------------- |
| Juventus Turin    | 1:0                   | AC Brescia       |
| AC Lecco          | 3:0                   | Sampdoria Genua  |
| FC Modena         | 1:1 n. V. (4:5 i. E.) | Atalanta Bergamo |
| Pro Patria Calcio | 1:2 n. V.             | CFC Genua        |
| Simmenthal Monza  | 2:1 n. V.             | AC Venedig       |
| SSC Neapel        | 2:1 n. V.             | Foggia Incedit   |
| US Palermo        | 1:0                   | CC Catania       |
| US Cagliari       | 1:0                   | SPAL Ferrara     |

## 3. Runde
|             | Ergebnis  |                  |
| ----------- | --------- | ---------------- |
| CFC Genua   | 3:0       | Simmenthal Monza |
| AC Lecco    | 0:2 n. V. | Juventus Turin   |
| SSC Neapel  | 1:0       | US Palermo       |
| US Cagliari | 5:0       | Atalanta Bergamo |

## Viertelfinale
|               | Ergebnis              |                |
| ------------- | --------------------- | -------------- |
| AC Turin      | 2:0                   | CFC Genua      |
| FC Bologna    | 0:0 n. V. (4:5 i. E.) | Juventus Turin |
| Inter Mailand | 6:3 n. V.             | US Cagliari    |
| SSC Neapel    | 1:2                   | AS Rom         |

## Halbfinale
|                | Ergebnis              |               |
| -------------- | --------------------- | ------------- |
| AS Rom         | 2:2 n. V. (6:8 i. E.) | Inter Mailand |
| Juventus Turin | 1:0                   | AC Turin      |

## Finale
| Juventus Turin                           | Juventus Turin | Inter Mailand | Inter Mailand |
| ---------------------------------------- | --- | --- | ------------- |
| Juventus Turin                           | \| Finale \| \| 29. August 1965 in Rom (Stadio Olimpico) \| \| Ergebnis: 1:0 (1:0) \| \| Schiedsrichter: Alessandro D’Agostini \| | \| Finale \| \| 29. August 1965 in Rom (Stadio Olimpico) \| \| Ergebnis: 1:0 (1:0) \| \| Schiedsrichter: Alessandro D’Agostini \|                                                                                  | Inter Mailand |
| Juventus Turin                           | Roberto Anzolin – Gianfranco Leoncini, Giancarlo Bercellino, Ernesto Càstano, Sandro Salvadore – Adolfo Gori, Carlo Dell’Omodarme, Luis del Sol, Giampaolo Menichelli – Chinesinho, Vincenzo Traspedini Cheftrainer: Heriberto Herrera | Giuliano Sarti – Tarcisio Burgnich, Giacinto Facchetti, Aristide Guarneri, Armando Picchi – Gianfranco Bedin, Sandro Mazzola, Mario Corso, Luis Suárez – Jair da Costa, Joaquín Peiró Cheftrainer: Helenio Herrera | Inter Mailand |
| Juventus Turin                           | 1:0 Giampaolo Menichelli (14.) | | Inter Mailand |
| Finale                                   | | |               |
| 29. August 1965 in Rom (Stadio Olimpico) | | |               |
| Ergebnis: 1:0 (1:0)                      | | |               |
| Schiedsrichter: Alessandro D’Agostini    | | |               |

## Siegermannschaft
| Juventus Turin | |
| Juventus Turin | - Tor: Roberto Anzolin (5 Spiele/0 Tore); Carlo Mattrel (1/0) - Abwehr: Giancarlo Bercellino (2/0); Ernesto Castano (4/0); Alberto Coramini (2/0); Gianfranco Leoncini (5/0); Sandro Salvadore (6/0); Benito Sarti (5/0) - Mittelfeld: Chinesinho (1/0); Dino da Costa (4/0); Carlo Dell’Omodarme (1/0); Adolfo Gori (5/0); Giampaolo Menichelli (5/3); Bruno Mazzia (4/0); Luis del Sol (5/2); Giovanni Sacco (1/0); Gino Stacchini (5/1) - Angriff: Nestor Combin (5/0); Omar Sívori (1/1); Vincenzo Traspedini (1/0) - Trainer: Heriberto Herrera |
| Quelle:        | |